# 백 애로우

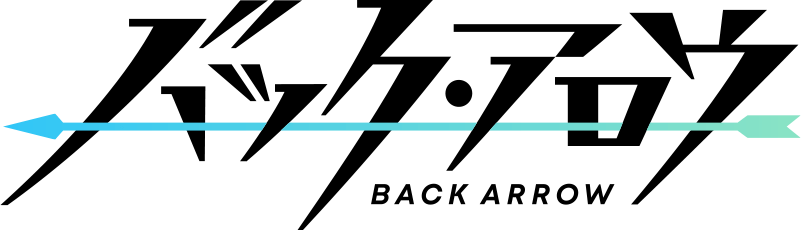

《백 애로우》(일본어: バック・アロウ, BACK ARROW)은 스튜디오 보른에서 제작한 일본의 애니메이션이다.
벽으로 둘러싸인 세계 「링거린드」를 무대로 주인공인 백 애로우가 잃었던 기억을 되찾기 위해 벽 밖을 향해 나아가는 스토리가 그려진다.